# كلايتون بيزيرا لايت
كلايتون بيزيرا لايت هو لاعب كرة قدم برازيلي في مركز الوسط، ولد في 3 يوليو 1987 في دياديما في البرازيل. لعب مع نادي سايغون.

## وصلات خارجية
- كلايتون بيزيرا لايت على موقع قاعدة بيانات كرة القدم.إي يو (الإنجليزية)
- كلايتون بيزيرا لايت على موقع Soccerway.com (الإنجليزية)